# Epidendrum myrianthum
Epidendrum myrianthum är en orkidéart som beskrevs av John Lindley. Epidendrum myrianthum ingår i släktet Epidendrum och familjen orkidéer. Inga underarter finns listade i Catalogue of Life.